# Doorlopende weg

Verkeersbord voor een doorlopende weg

Een doorlopende weg is een weg die doodloopt voor autoverkeer, maar wel doorloopt voor fietsers en voetgangers. Andere smalle voertuigen, zoals motorfietsen, kunnen meestal ook doorrijden ondanks dat dit niet is toegestaan. Internationaal wordt het type weg aangeduid als een "living end road".
Deze verkeerssituatie kan gecreëerd worden door middel van een fysieke obstructie zoals een paaltje of een tractorsluis (een verkeersfilter). In andere gevallen is de weg sowieso doodlopend voor autoverkeer, met een trage weg of voetgangersdoorsteek die erop aansluit.

## Verkeersborden
In Nederland worden doorlopende wegen aangeduid met het verkeersbord van een doodlopende weg en het onderbord uitgezonderd fietsers en bromfietsers.
In België werd in 2013 een nieuw verkeersbord (F45b) ingevoerd om doorlopende wegen aan te duiden. De introductie volgde na een initiatief van de Voetgangersbeweging, met steun van onder meer de Fietsersbond en Trage Wegen.